# Artemisia banihalensis
Artemisia banihalensis là một loài thực vật có hoa trong họ Cúc. Loài này được M.K.Kaul & S.K.Bakshi mô tả khoa học đầu tiên năm 1984.